# Xylopia mildbraedii
Espèce
Synonymes
- Xylopia lastoursvillii Pellegr.[1]

Xylopia mildbraedii Diels est une espèce de plantes à fleurs de la famille des Annonaceae et du genre Xylopia. C'est un arbuste ou un arbre présent en Afrique tropicale.

## Étymologie
Son épithète spécifique mildbraedii rend hommage à l'explorateur et botaniste allemand Gottfried Wilhelm Johannes Mildbraed, qui la découvrit en fleurs le 22 juillet 1911 à Beson, aux environs de Kribi dans la Région du Sud au Cameroun, à une altitude d'environ 100-140 m.

## Description
C'est un arbuste ou arbre.

## Distribution
Relativement rare, l'espèce a été observée au Gabon – où elle a été décrite sous le nom de Xylopia lastoursvillii –, au Cameroun et au Congo (?).